# 尤利娅·奥格洛布林娜
尤利娅·瓦西里耶芙娜·奥格洛布林娜（羅馬化：Yuliya Vasilyevna Ogloblina；1989年11月1日—）是俄罗斯政治人物，第八届国家杜马代表。
2009年，奥格洛布林娜加入全俄青年公共组织“俄罗斯农村青年联盟”。她曾担任区域办事处专家和执行董事。 2012年至2021年，奥格洛布林娜担任俄罗斯农村青年联盟主席。2017年至2021年，她担任俄罗斯联邦公众院成员。她还是全俄人民阵线中央总部的成员。她是2020年俄罗斯宪法修正案起草提案工作组成员。2021年9月起，她担任第八届国家杜马代表。

## 制裁
奥格洛布林娜于2022年因俄乌战争而受到英国政府制裁。